# Stenocercus latebrosus
Espèce
Statut de conservation UICN

 LC  : Préoccupation mineure
Stenocercus latebrosus est une espèce de sauriens de la famille des Tropiduridae.

## Répartition
Cette espèce est endémique de la région de Cajamarca au Pérou.

## Publication originale
- Cadle, 1998 : New species of lizards, genus Stenocercus (Iguania: Tropiduridae) from western Ecuador and Peru. Bulletin of the Museum of Comparative Zoology at Harvard College, vol. 155, n. 6, p. 257-297 (texte intégral).